# 7e corps de blindés (Allemagne)
Pour les articles homonymes, voir 7e corps.
Le 7e corps de blindés (en allemand : VII. Panzerkorps) était un corps d'armée d'unités blindés (Panzer) de l'armée de terre allemande : la Heer au sein de la Wehrmacht pendant la Seconde Guerre mondiale.

## Historique
Le VII. Panzerkorps est formé dans le Heeresgruppe Mitte le 18 décembre 1944 à partir de ce qui subsiste du VII. Armeekorps.
Les membres de son état-major proviennent du 49. Infanterie-Division.

## Organisation

### Commandants successifs
| Date                          | Grade                     | Commandant          |
| ----------------------------- | ------------------------- | ------------------- |
| 27 décembre 1944 - 8 mai 1945 | General der Panzertruppen | Mortimer von Kessel |

## Théâtres d'opérations
- Silésie : Décembre 1944 - Mai 1945

## Ordre de batailles

### Rattachement d'Armées
| Date    | Armée    | Groupe d'Armées       |
| ------- | -------- | --------------------- |
| 1945    |          |                       |
| Janvier | -        | -                     |
| Février | 2. Armee | Heeresgruppe Weichsel |
| Mars    | z. Vfg.  | OKH                   |

### Unités subordonnées

#### Unités organiques
- Arko 407
- Korps-Nachrichten-Abteilung 47
- Korps-Nachschubtruppen 407

#### Unités rattachées
26 janvier 1945
- Panzergrenadier-Division "Großdeutschland"
- 24. Panzer-Division
- 299. Infanterie-Division
- 18. Panzergrenadier-Division
- 23. Infanterie-Division

1er mars 1945
- 4. SS-Polizei-Panzer-Grenadier-Division
- 7. Panzer-Division

### Sources
- (de) VII. Panzerkorps sur lexikon-der-wehrmacht.de